# Bisättningshus
| Bisättningshus |
| --- |
| Bisättningshuset i anslutning till Garpenbergs kyrka (Svenska kyrkan). - Betydelse: Byggnad för tillfällig förvaring av en död människokropp före begravningen. - Användning: Förr ofta använd i samband med dödsfall vintertid (i områden med marktjäle). - Historik: Begreppet i svensk skrift sedan 1867. |

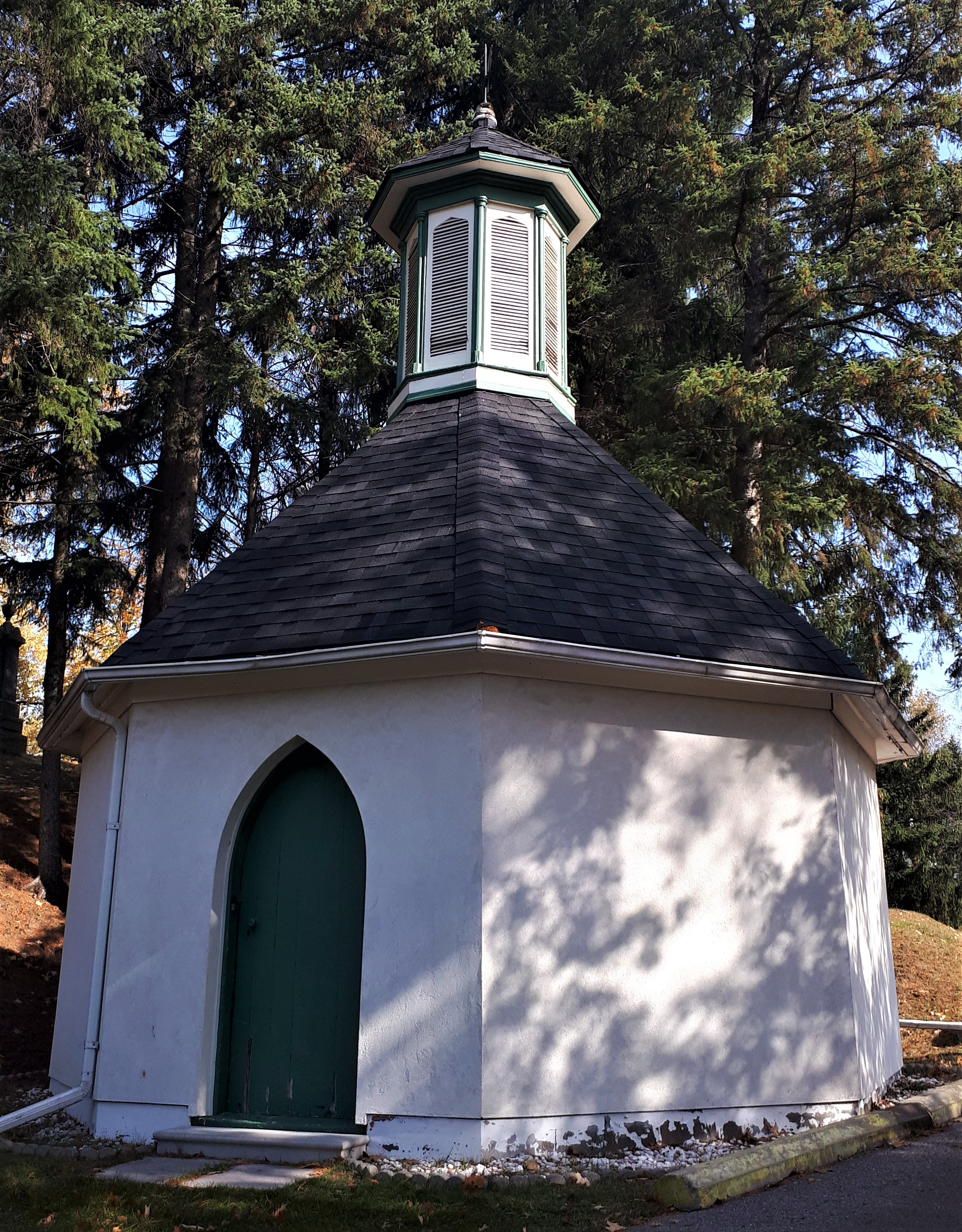
Bisättningshus, Aurora, Ontario

Bisättningshus är en byggnad för tillfällig förvaring av en död människa före begravningen. Den är i regel belägen inom eller nära en kyrkogård. Sådana byggnader var vanliga före mitten av 1900-talet i områden med kallt vinterklimat, då tjälen i marken ofta försvårade eller omöjliggjorde begravningar vintertid.

## Historik
I Nordamerika var bisättningshus (engelska: dead house) en vanlig företeelse i vissa religiösa grupper, bland annat inom herrnhutismen.
I de centrala och södra delarna av den kanadensiska provinsen Ontario var det fram till slutet av 1800-talet vanligt med åttakantiga bisättningshus. Formen anses ha inspirerats av frenologen och amatörarkitekten Orson Squire Fowler, som gjort åttakantiga hus till nordamerikanskt mode vid samma tid.

## Etymologi
I svenska språket finns ordet i skrift sedan 1867. Det är en avledning av ordet bisättning, i betydelsen begravning av en död kropp.
En alternativ benämning för (mindre) bisättningshus är likbod. Särskilt underjordiska förvaringsplatser för samma syfte, med eller utan överbyggnad, har ofta kallats vintergrav. Ett exempel på större byggnad som benämnts vintergrav är byggnaden Meta på Gamla kyrkogården i Karlstad.
Även benämningen likbod har förekommit på byggnader som använts som bisättningshus.